# Je suis Charlie
Pour les articles homonymes, voir Charlie.

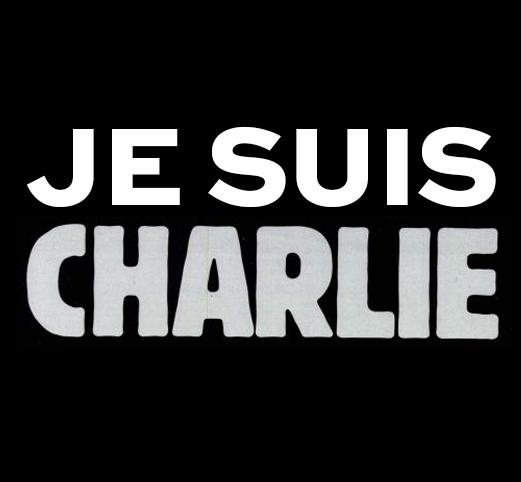
Image Je suis Charlie, diffusée en ligne et utilisée lors des manifestations.

« Je suis Charlie » est un slogan créé par Joachim Roncin, un graphiste français, dans les heures suivant l'attentat contre le journal Charlie Hebdo, le 7 janvier 2015, et utilisé les jours suivants en soutien aux victimes. Cette phrase est principalement utilisée sous forme d'image ou d'un hashtag sur les réseaux sociaux, devenant notamment un des slogans les plus utilisés de l'histoire du réseau Twitter.
Le slogan est utilisé sous de multiples formes dans les manifestations de soutien en France et dans le monde ayant suivi l'attentat, ainsi que dans des textes musicaux composés en hommage aux victimes, comme ceux de Grand Corps Malade, de Tryo, de -M- et de JB Bullet.

## Histoire du slogan

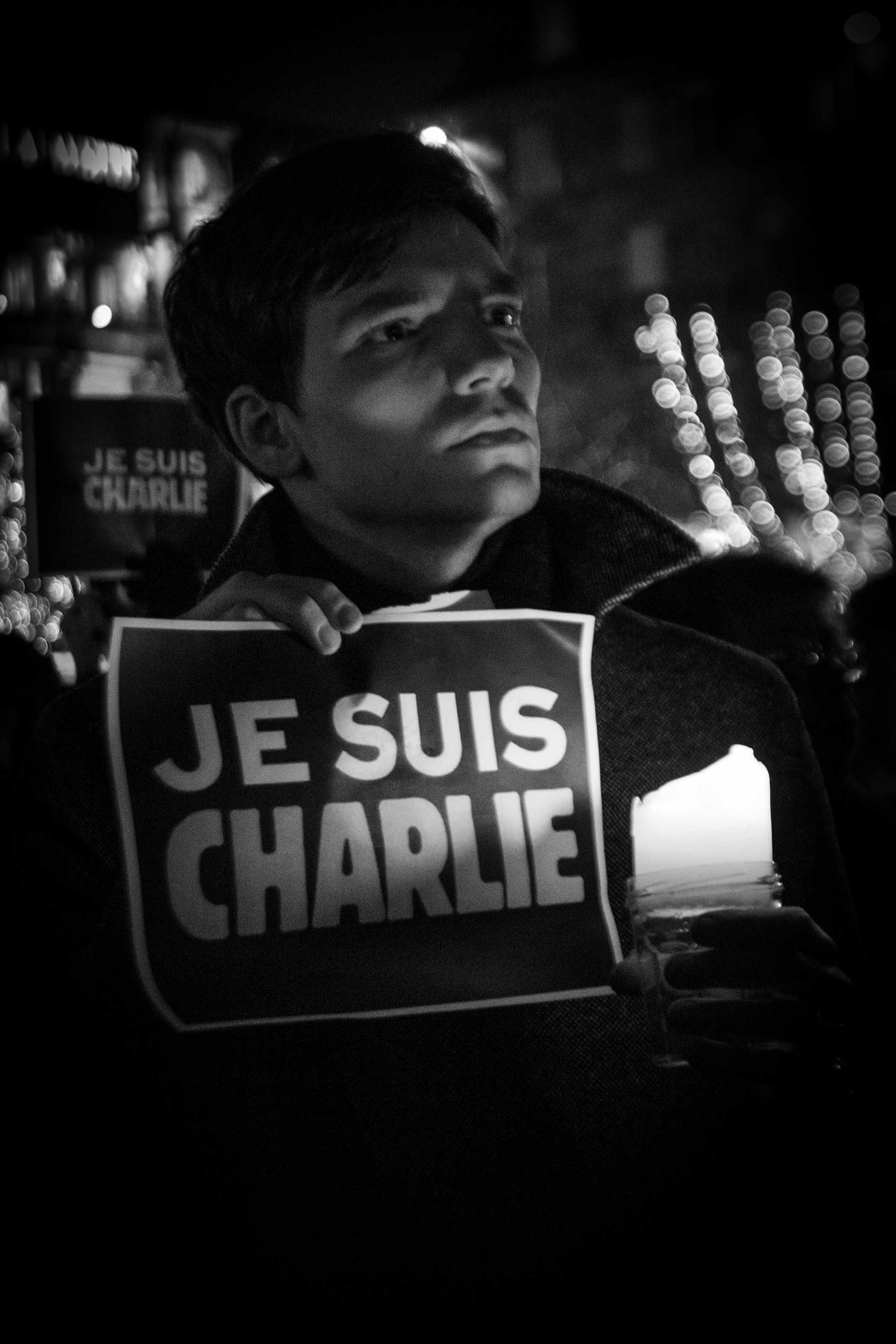
Dès le 7 janvier au soir le logo est utilisé dans les manifestations de soutien, ici à Strasbourg.

### Création
L'auteur du slogan et du visuel est Joachim Roncin, directeur artistique du magazine Stylist,,. Le logo représente très sobrement la phrase « Je suis Charlie » en blanc et gris sur fond noir, sans autre élément graphique. L'auteur a repris le logo de Charlie Hebdo pour le mot « Charlie » et la typographie du magazine pour lequel il travaille pour les mots « Je suis ». Joachim Roncin a envoyé la première photographie du slogan sur Twitter à 12 h 52 CET le 7 janvier 2015, un peu plus d'une heure et quart après le début de l'attentat. À ce sujet, il déclare :

« Je n’avais pas beaucoup de mots pour exprimer toute ma peine et j’ai juste eu cette idée de faire ‘‘Je suis Charlie’’ parce que notamment, je lis beaucoup avec mon fils le livre Où est Charlie ?, ça m’est venu assez naturellement. »

— Joachim Roncin
On peut aussi penser à l'influence d'un inconscient collectif pour une formulation, si souvent reprise, qui a une de ses origines dans le « Je suis Spartacus », réplique culte du film Spartacus ! de Stanley Kubrick (1960) comme le fait remarquer le Washington Post. Ce n'est cependant pas l'origine de la formulation indiquée par Joachim Roncin sur l'antenne de RTL qui y a déclaré :

« J'ai juste accolé les mots “Je suis” à celui de “Charlie” pour exprimer un sentiment d'appartenance. »

Le slogan Je suis Charlie est une expression polysémique : pour certains, elle signifie « Je suis [solidaire avec les victimes de l'attentat contre] Charlie [Hebdo] », indiquant le soutien aux victimes de l'attentat,, et rappelle les mots : « Ce soir, nous sommes tous Américains » de la politologue Nicole Bacharan le 11 septembre 2001, repris par le journaliste Jean-Marie Colombani dans son éditorial du 13 septembre dans le quotidien Le Monde,,, ; et « Ich bin ein Berliner » (« Je suis un Berlinois ») prononcé par John Fitzgerald Kennedy durant son discours à Berlin-Ouest, le 26 juin 1963, à l'occasion des quinze ans du blocus de Berlin.
Un autre sens de l'expression est utilisée par le cinéaste Jean-Luc Godard, qui a soutenu le journal et fait tourner l'économiste Bernard Maris dans Film Socialisme, qui déclara « Je suis Charlie du verbe « suivre » » car il préfère suivre qu'être.

### Utilisation

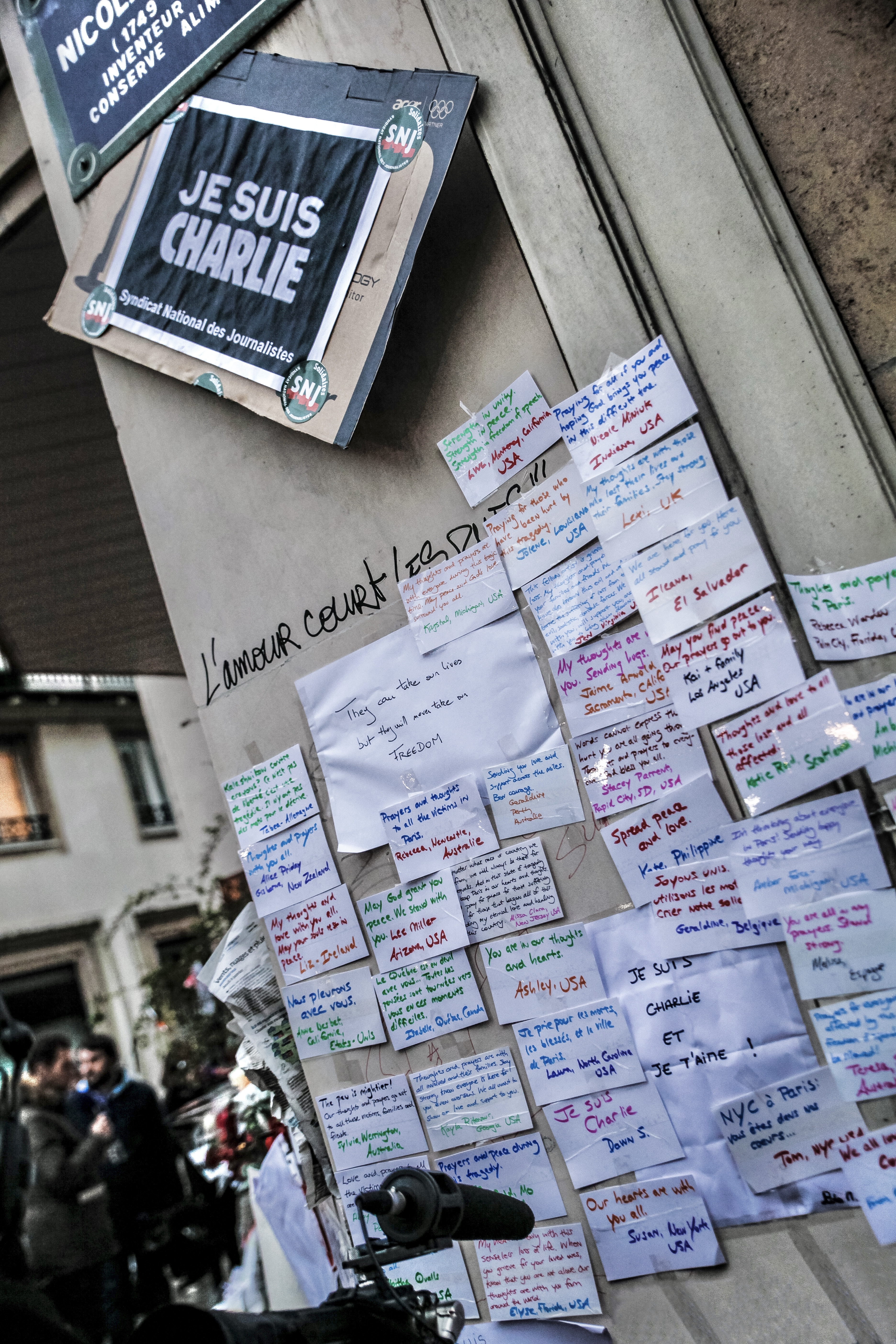
Messages apposés rue Nicolas-Appert (siège de Charlie Hebdo).

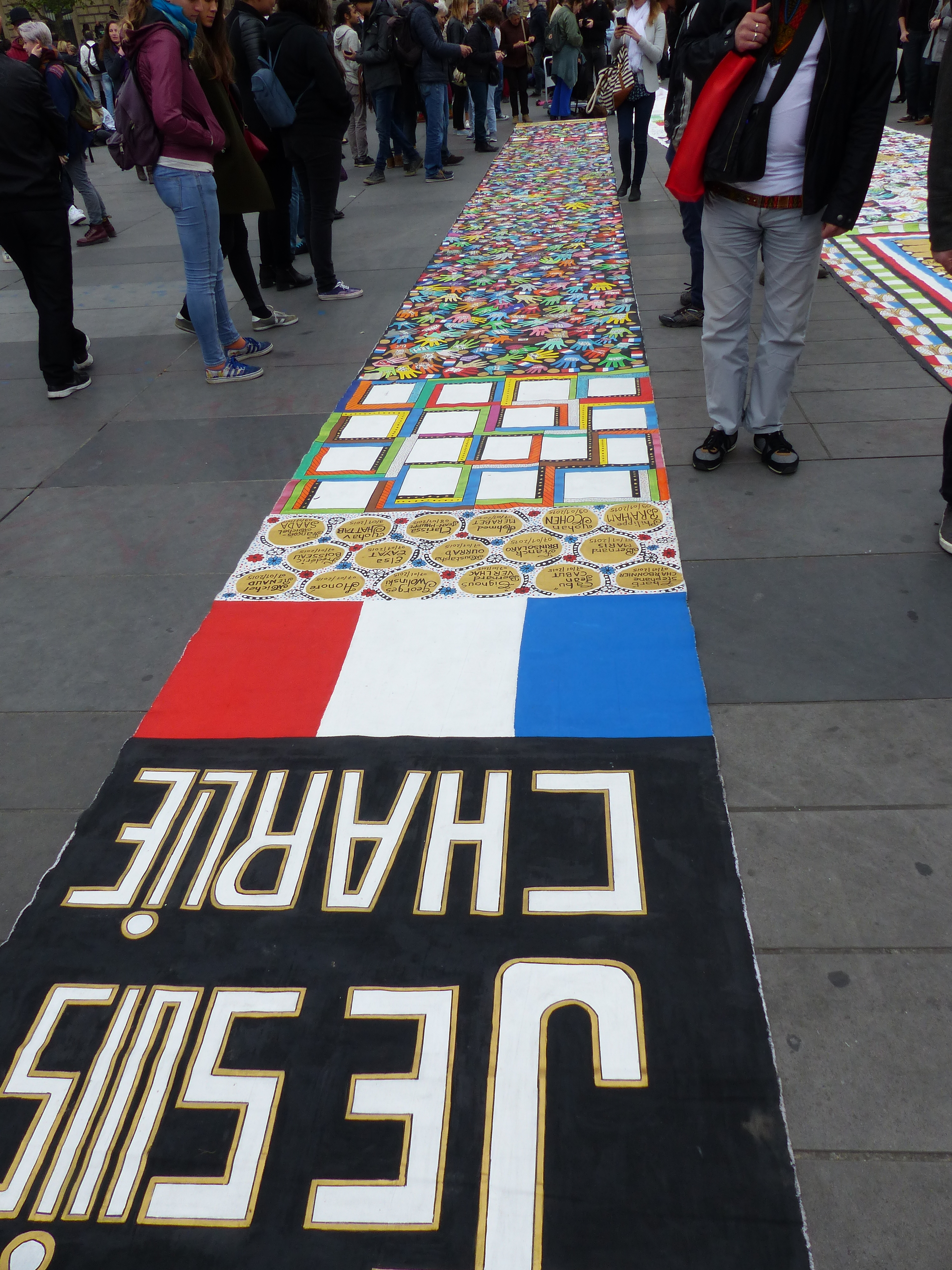
Place de la République, 2016.05.15.

Après seulement quelques minutes, le slogan se répand très rapidement sur les blogs et médias sociaux, notamment via Twitter et Facebook ou dans les principaux journaux français comme Le Monde et Libération. Twitter France annonce en fin de journée le 8 janvier 2015 que 3,4 millions de messages de solidarité #JeSuisCharlie ont été publiés dans le monde.
Plusieurs grandes villes du monde comme Berlin, New-York, Montréal et Madrid, et de nombreuses villes de France ont vu rapidement des recueillements,.
Le site internet de Charlie Hebdo est mis hors ligne à la suite de l'attentat avant d'être rouvert peu de temps après avec ce slogan « Je suis Charlie » sur fond noir. Devenue virale, l'expression est reprise très rapidement dans toute la France puis dans les plus grandes villes du monde et traduite en de nombreuses langues, traductions disponibles sur le site de Charlie Hebdo. Par hommage, l'image est utilisée par certains utilisateurs des réseaux sociaux comme avatar.
Le slogan est également utilisé avec le hashtag #jesuischarlie sur Twitter (utilisé 619 000 fois entre 11 h et 20 h le 7 janvier) ; c'est le hashtag le plus tweeté du monde pendant plusieurs heures sur les réseaux sociaux. Il est aussi utilisé sous forme d'autocollants, pancartes, affiches, ou autres formats lors des rassemblements d'hommage, le soir même dans de nombreux lieux publics de l’Hexagone et de métropoles d'autres pays. Il est rapidement présenté comme un « symbole de la liberté de la presse ».
Le hashtag « #jesuischarlie » devient d'ailleurs l'un des hashtags plus populaires de l'histoire du réseau social Twitter avec pas moins de 5 044 740 tweets publiés lors des seuls trois jours d'attentats à Paris et en Île-de-France du 7 au 9 janvier 2015.
Le slogan est utilisé lors des manifestations de soutien au soir du 7 janvier, parfois traduit dans d'autres langues.
Le slogan est utilisé pour défendre la liberté d'expression dans le monde entier.

En France
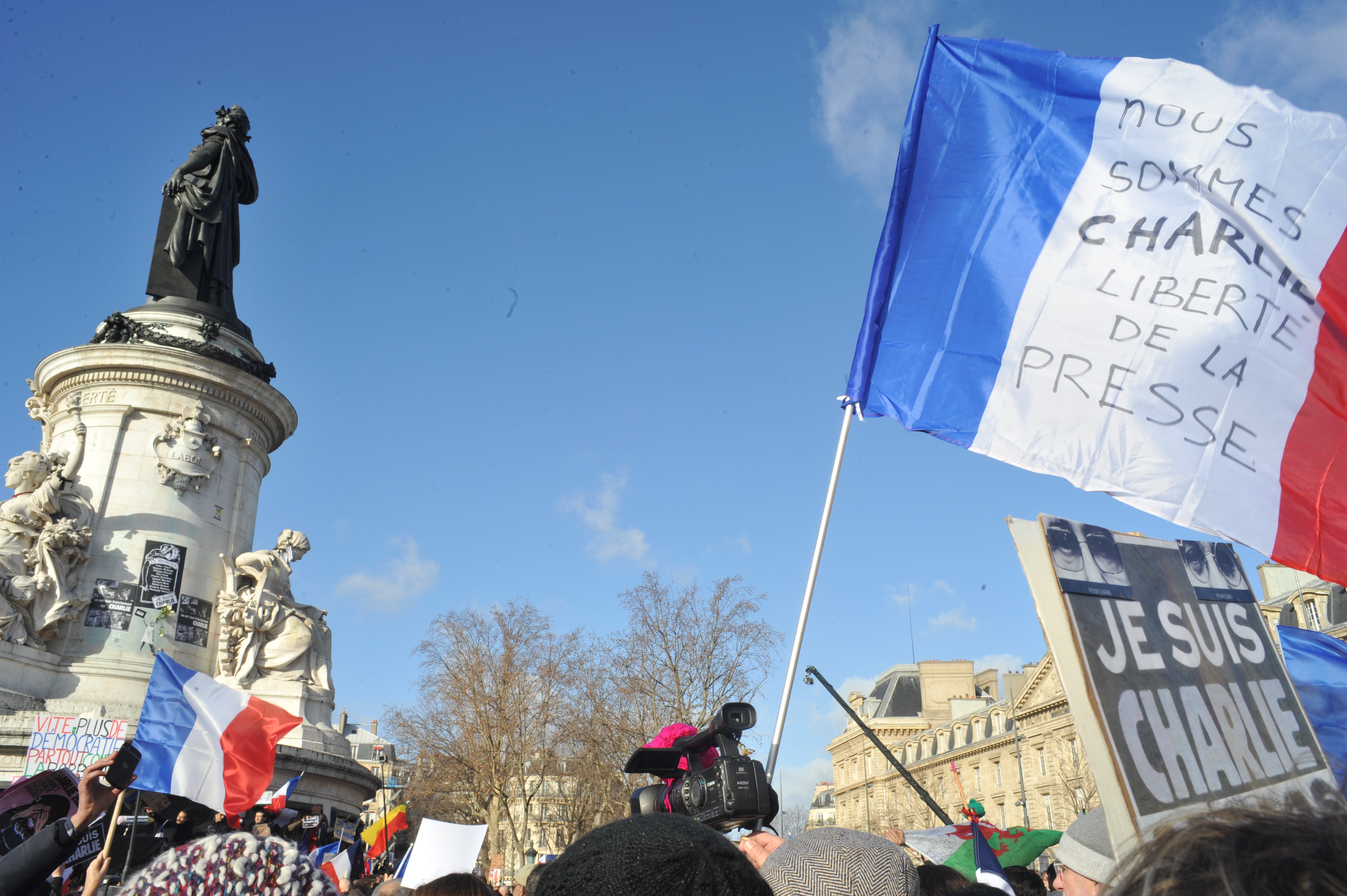
Paris, Place de la République.
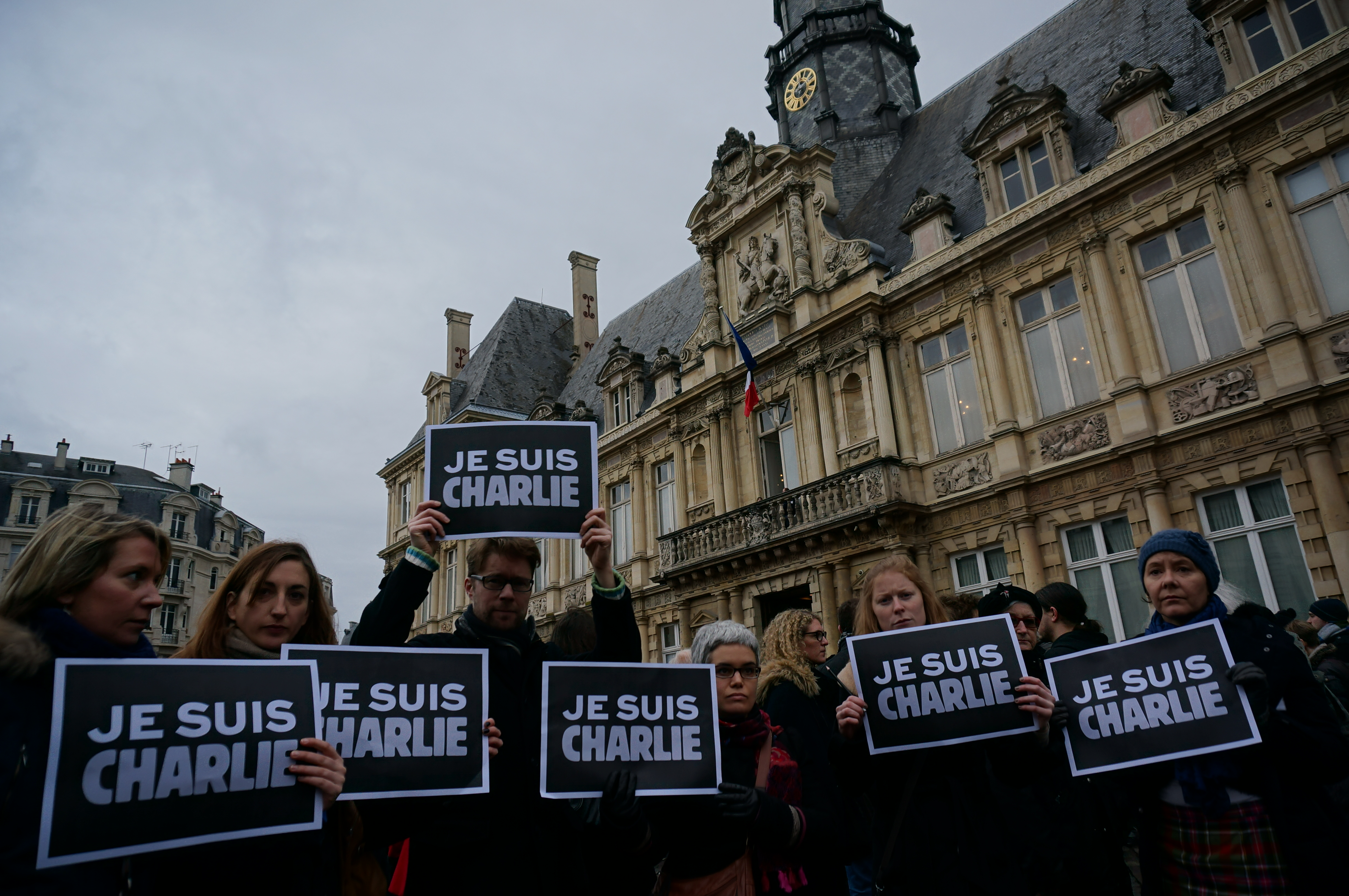
Reims, 8 janvier 2015.
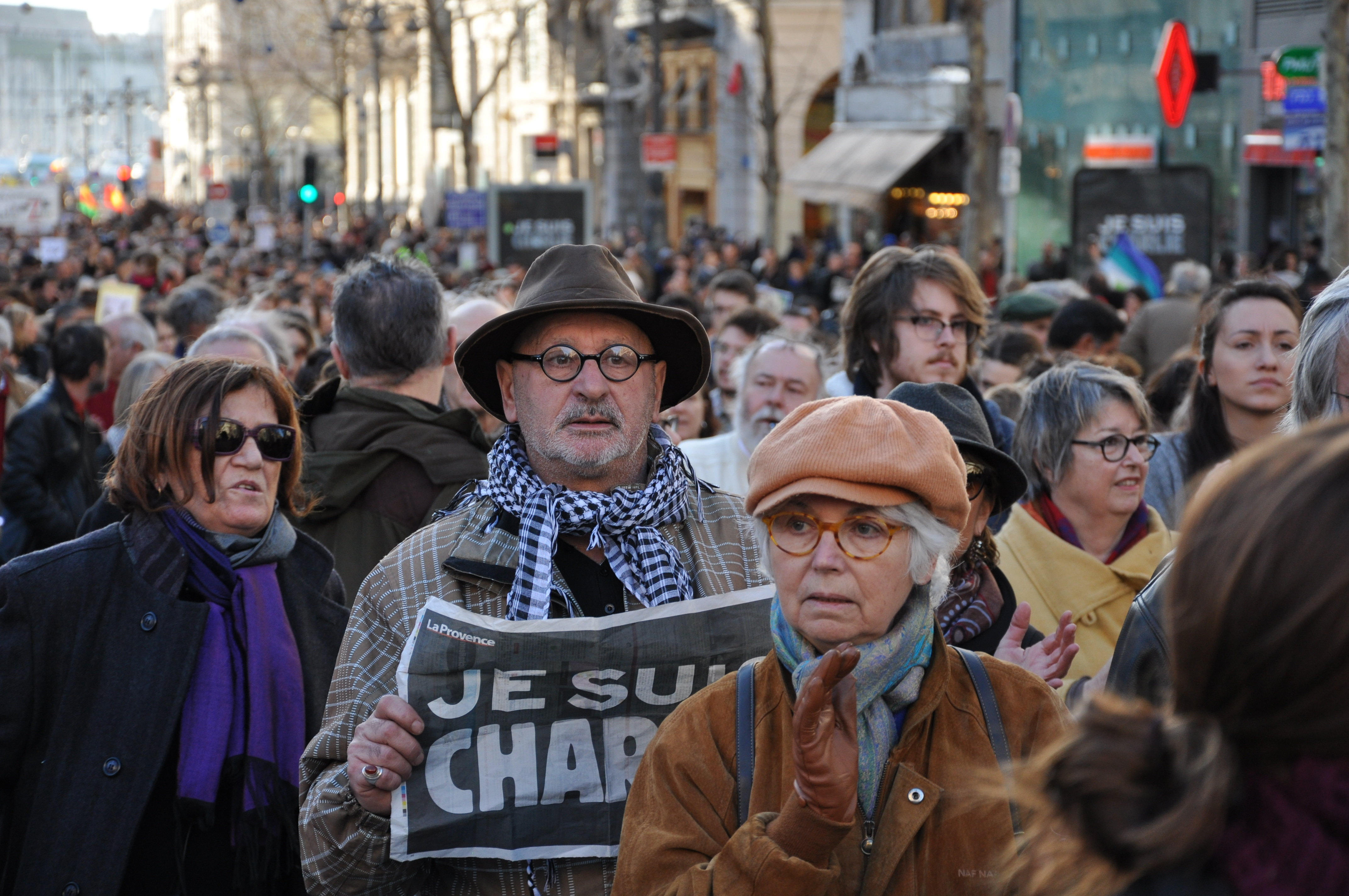
Marseille, 10 janvier 2015.
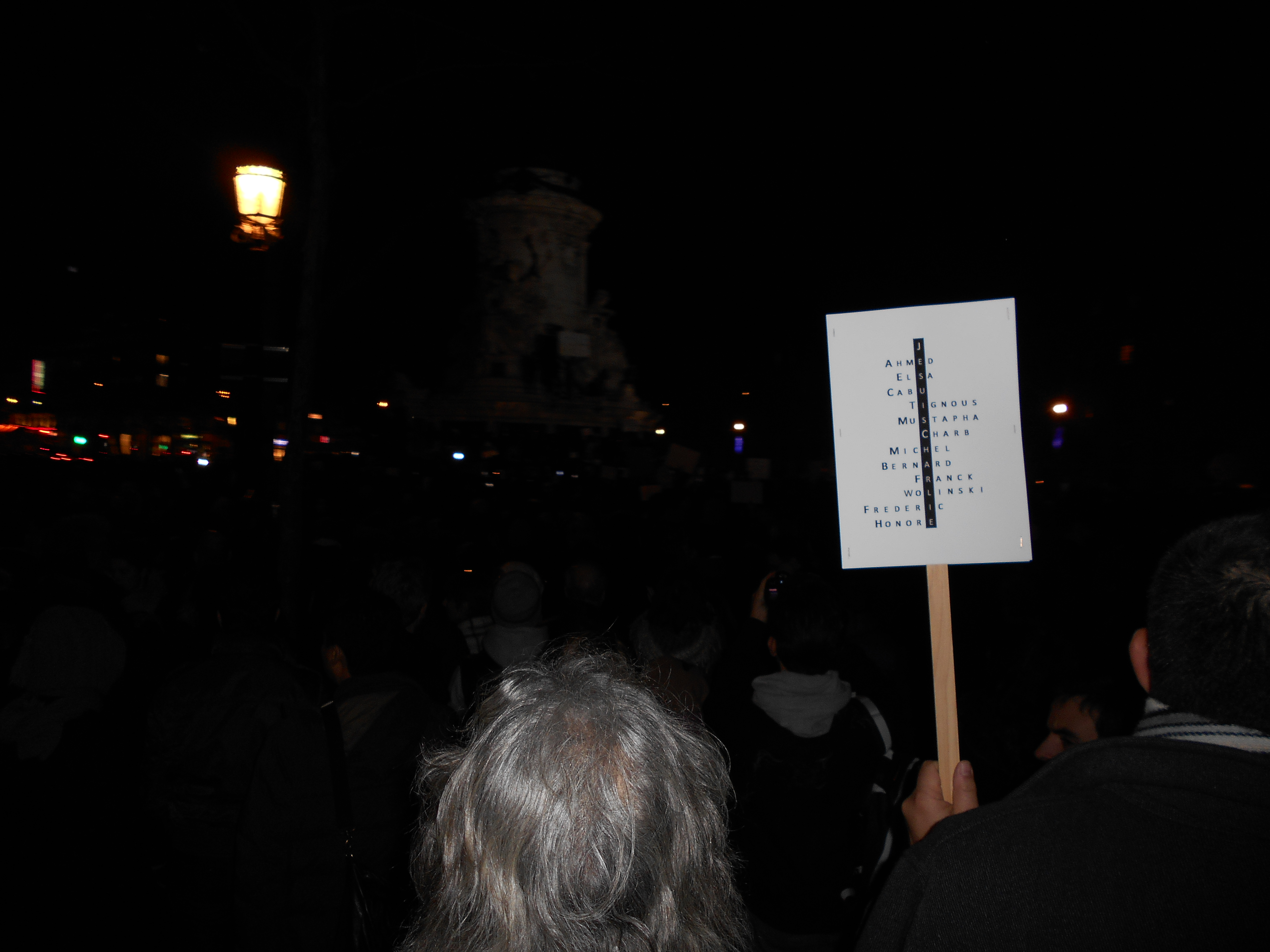
Paris, acrostiche Je suis Charlie avec les noms ou prénoms des 12 victimes.

En dehors de France
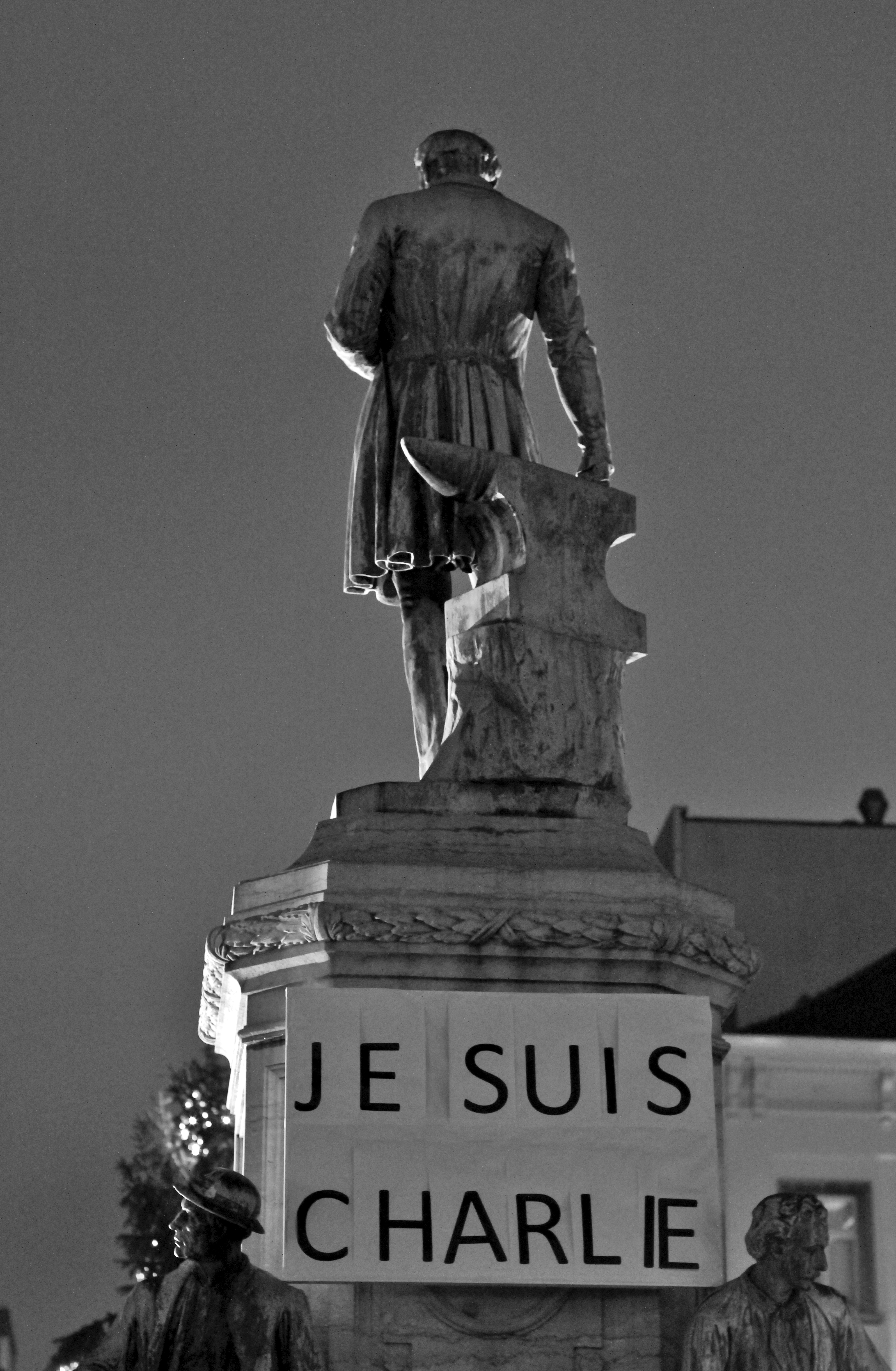
Bruxelles, 7 janvier 2015.
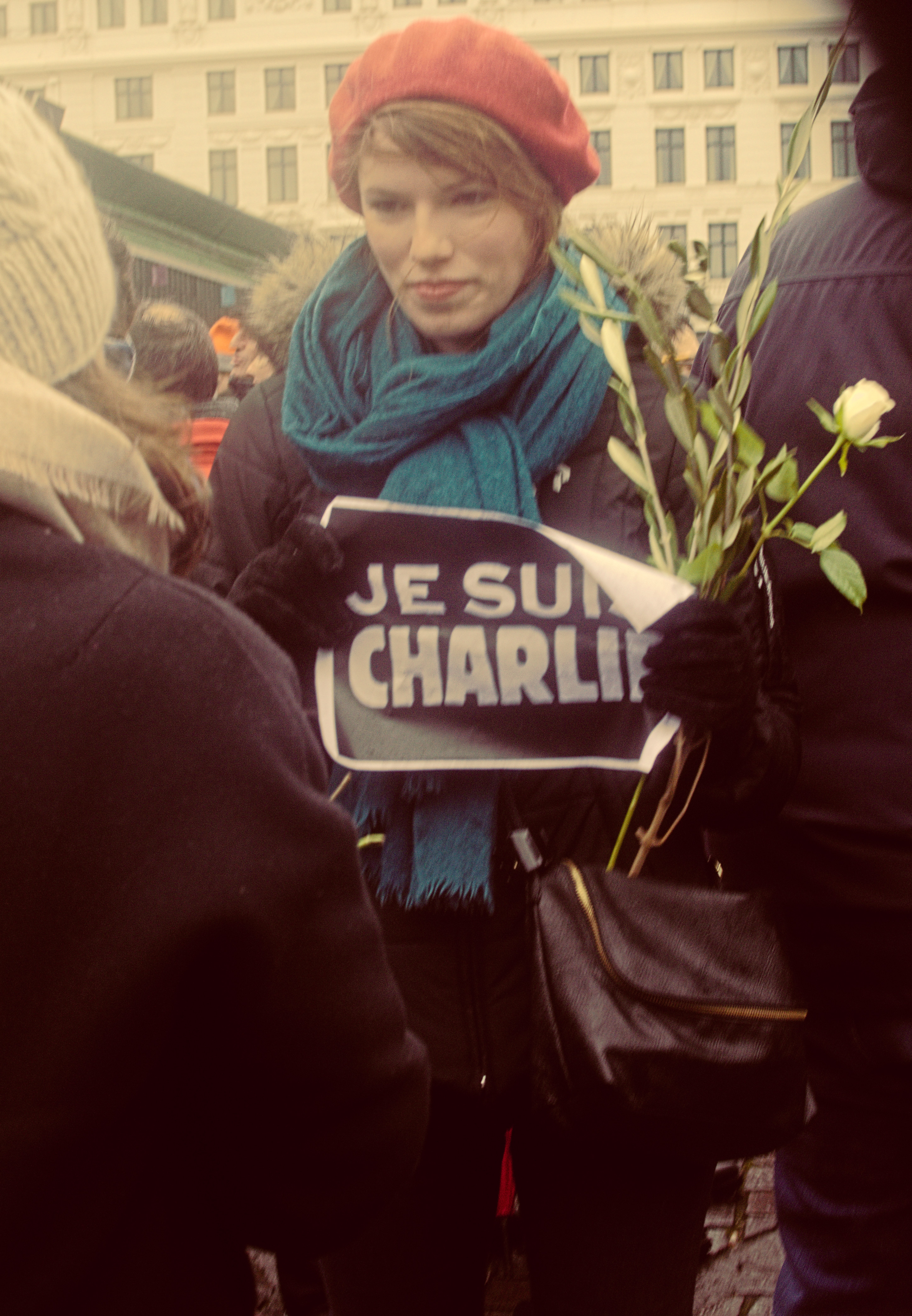
Copenhague, place Kongens Nytorv, 9 janvier 2015.
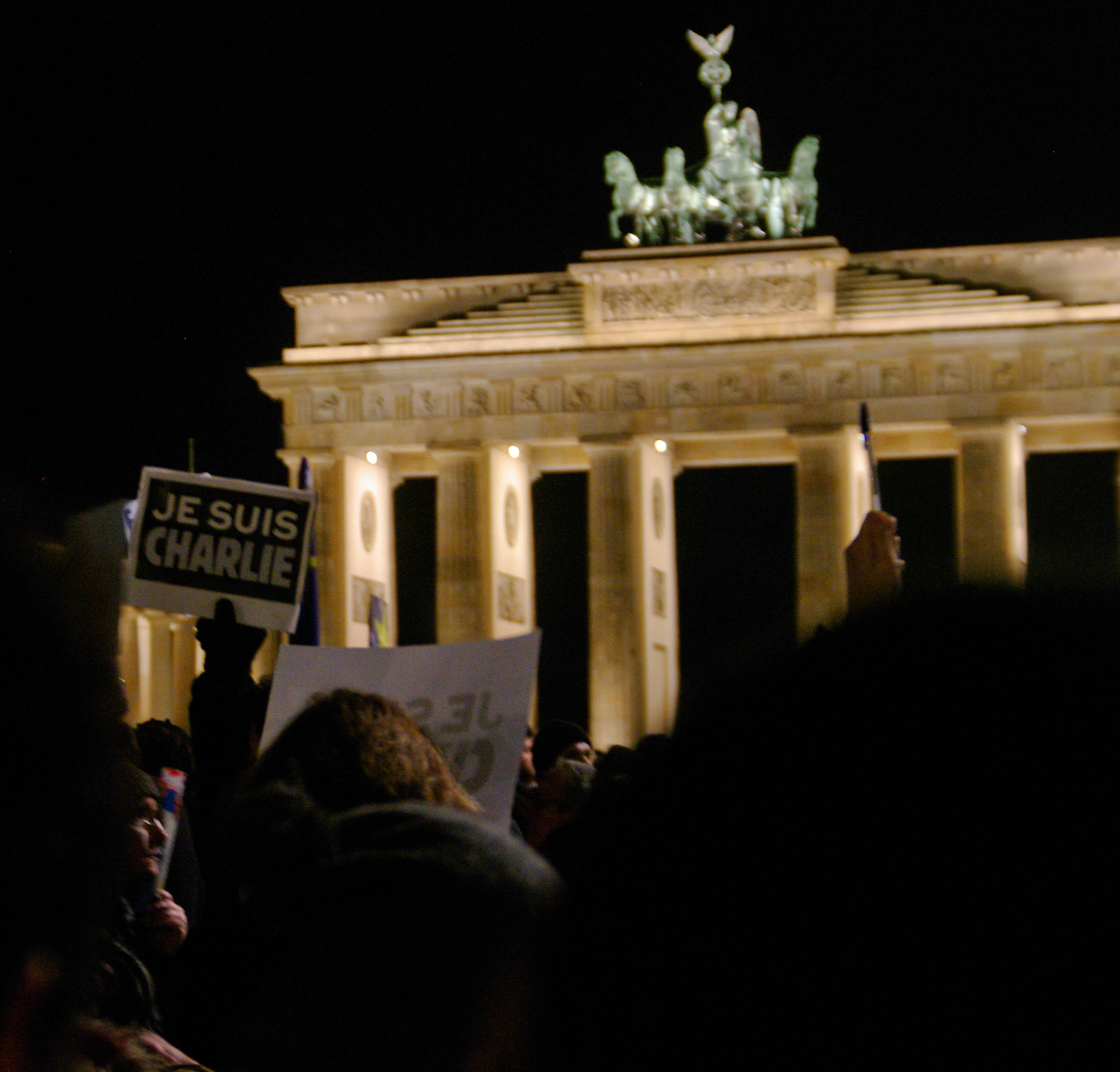
Berlin, 7 janvier 2015.
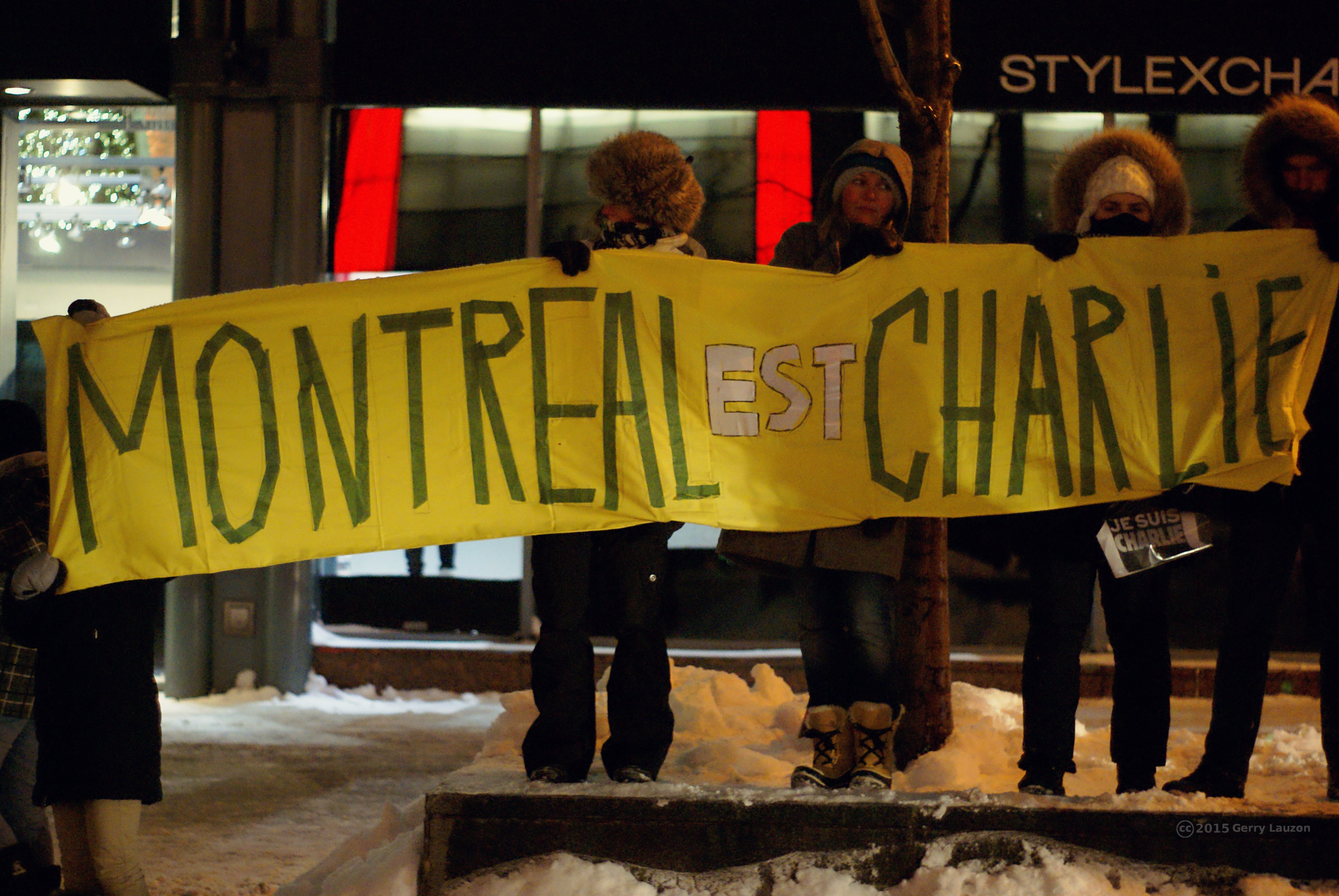
Montréal, par −26 °C, 7 janvier 2015.
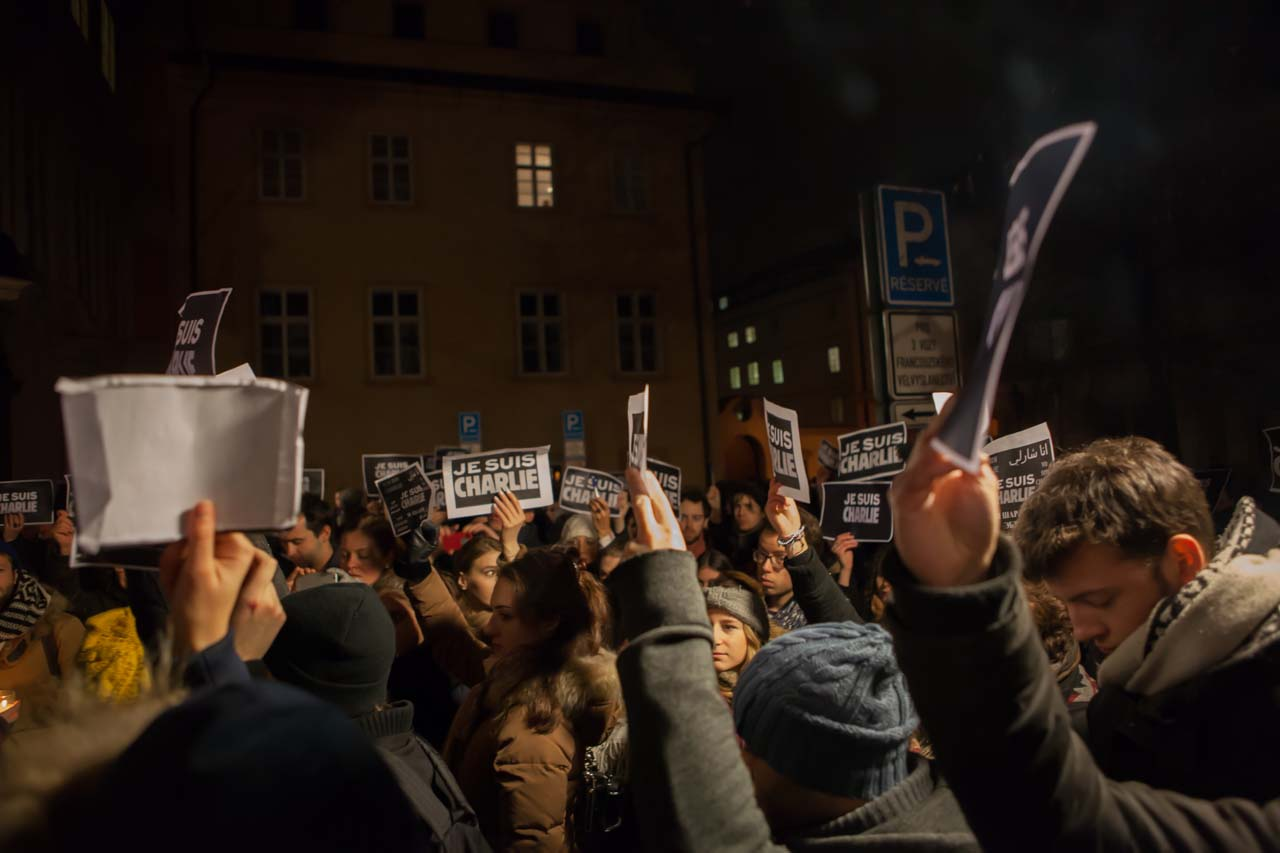
Prague, devant l'ambassade de France, 8 janvier 2015.
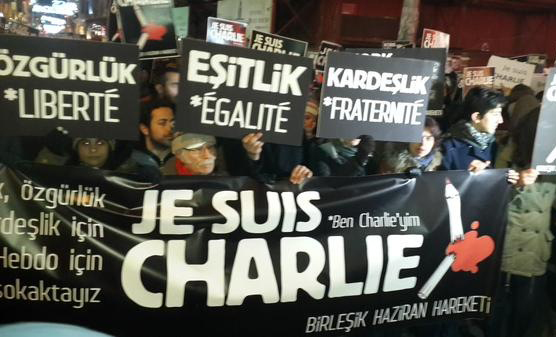
Istanbul, 8 janvier 2015.
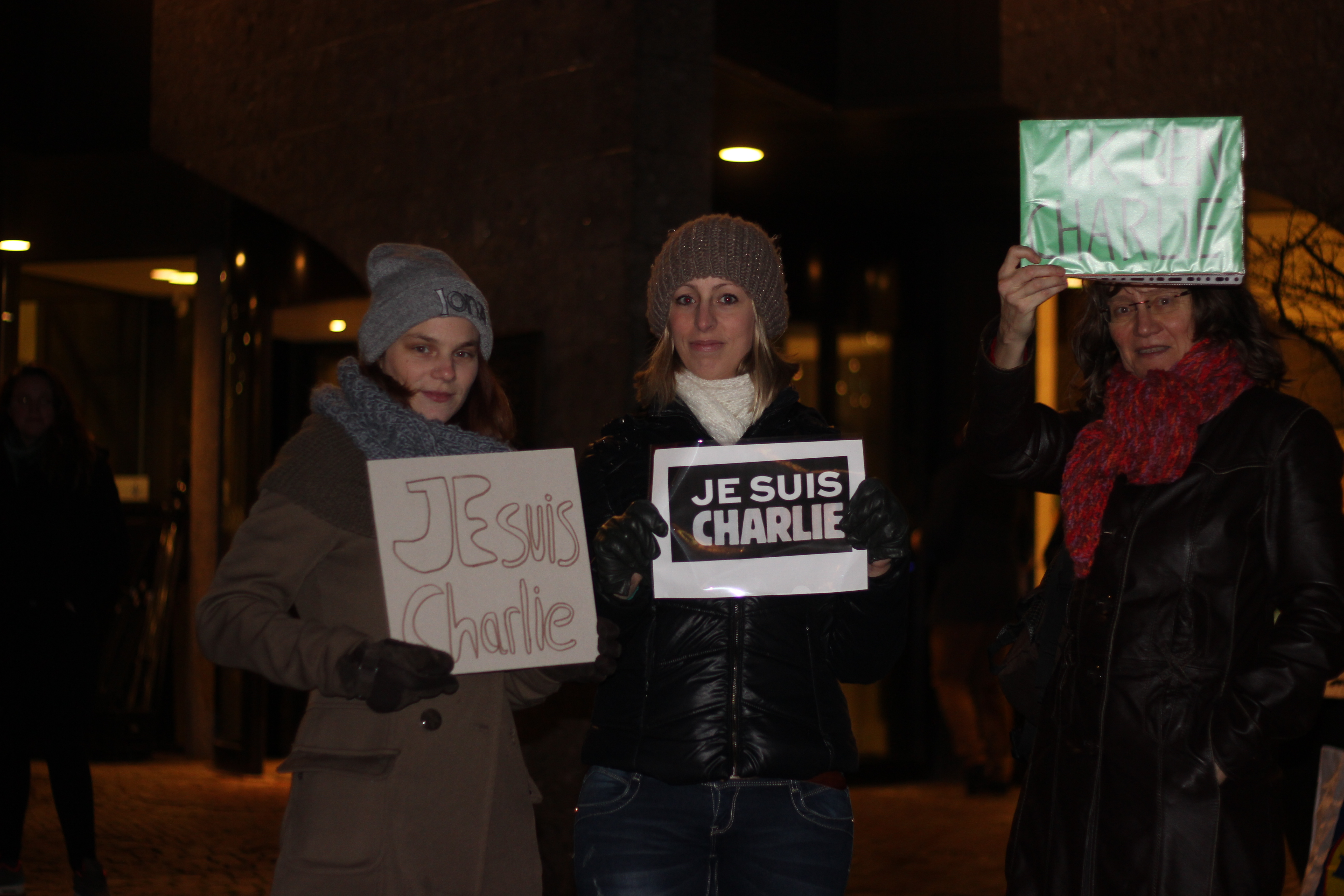
Zwolle, 8 janvier 2015.
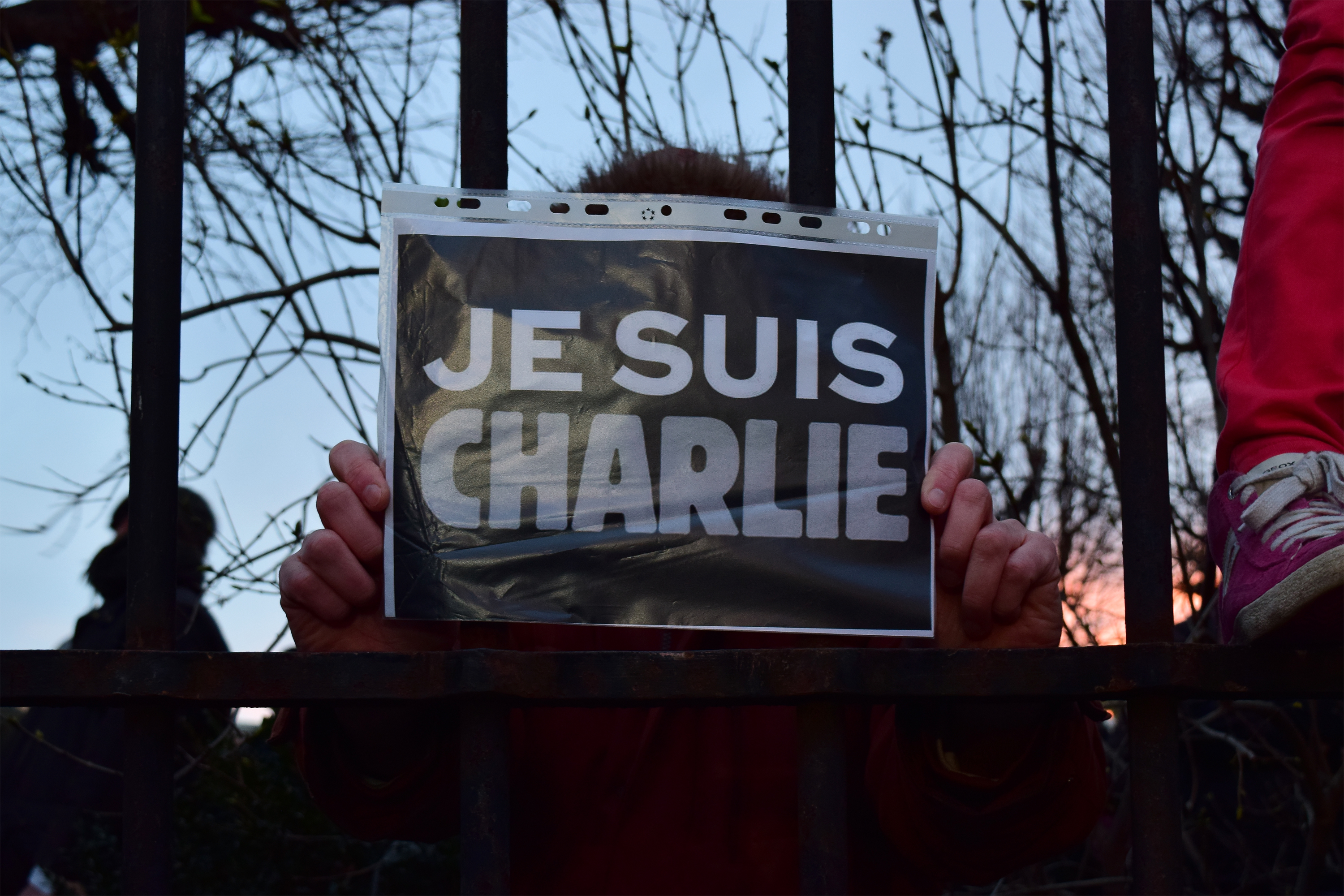
Vienne, 11 janvier 2015.

Le moteur de recherche Google a placé une petite image Je suis Charlie sur sa page principale jusqu'au dimanche 11 janvier 2015 à 0 h, après avoir employé un ruban noir en signe de deuil.
Des ventes de produits dérivés ont lieu en ligne ou des détournements jugés choquants par les internautes, tels que la réappropriation pendant un temps du slogan par le site marchand de prêt-à-porter 3 Suisses sur sa page Facebook,. Parmi les réutilisations, le slogan « Ich bin Charlie » (« Je suis Charlie » en allemand) a également été trouvé sur le chantier d'une mosquée à Bischwiller (Bas-Rhin).

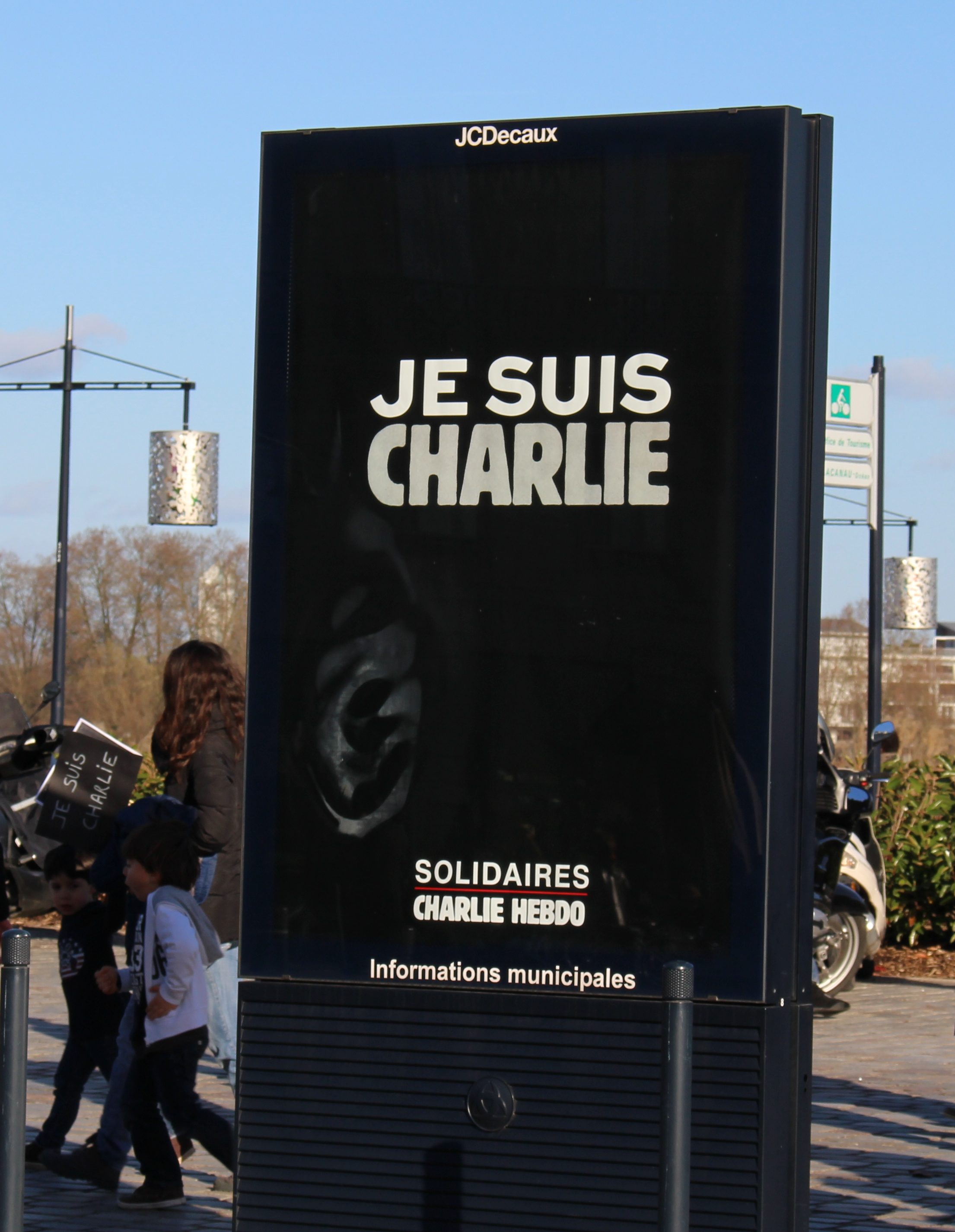
À Bordeaux, l'entreprise JCDecaux a remplacé certains affichages publicitaires par des affiches « Je suis Charlie ».

Certaines villes ont remplacé des affichages publicitaires par des affiches « Je suis Charlie »,. Paris a notamment remplacé l'intégralité des panneaux publicitaires situés sur l'itinéraire du cortège de la grande marche républicaine du 11 janvier 2015 par ces affiches noires.
Le dimanche 11 janvier, en championnat d'Italie de football, lors du derby de Rome (ayant habituellement lieu pour l'épiphanie), face à l'AS Roma de l'entraineur français Rudi Garcia, les joueurs de la SS Lazio ont porté un maillot avec inscrit en taille maximale sur le torse habituellement vierge de tout sponsor : « Je suis Charlie ».
Le 13 janvier 2015, malgré une cinquantaine de demande de dépôt de marque depuis le 7 janvier, l'Institut national de la propriété industrielle décide de ne pas enregistrer le slogan, laissant le message et l'image libres de toute utilisation. L'INPI explique en effet que les demandes « ne répondent pas au critère de caractère distinctif » et que « ce slogan ne peut pas être capté par un acteur économique du fait de sa large utilisation par la collectivité »,.

#### Dans la musique
Le 8 janvier 2015, l'artiste JB Bullet publie un morceau #JeSuisCharlie sur l'air d’Hexagone de Renaud en 1975, en référence à l'esprit républicain de révolte pour le pays,.
Ce même jour, Les Françoises, groupe composé des chanteuses françaises Jeanne Cherhal, Camille, La Grande Sophie et Emily Loizeau, interprètent un morceau composé pour l'occasion portant le titre de Je m'appelle Charlie dans les studios de Radio France.
Le 8 janvier 2015, le rappeur malien Oxmo Puccino interprète sa propre chanson intitulée Je Suis Charlie lors de l'émission Le Before du Grand Journal sur la chaîne Canal+.
Le 9 janvier 2015, le slameur Grand Corps Malade interprète un morceau intitulé Je suis Charlie en hommage aux victimes des attentats,.
Le 10 janvier 2015, le groupe français Tryo publie une chanson intitulée Charlie dont les paroles sont « Je suis Charlie »,.
Le 12 janvier 2015, Francis Lalanne publie une vidéo où il chante Je suis Charlie.
Le 20 janvier 2015, le chanteur M sort le morceau Comme un seul homme.
S'ensuivront des morceaux signés par Tété avec L'arme jamais et Oxmo Puccino avec Je suis Charlie.

#### Pour la une deCharlie Hebdo
Le slogan est finalement repris pour le « premier numéro des survivants ». La rédaction de Charlie Hebdo, hébergée dans les locaux du journal Libération, utilise le slogan sur la une du premier numéro rédigé après l'attentat : on y découvre « Je suis Charlie » inscrit sur un panneau tenu par Mahomet versant une larme et déclarant « Tout est pardonné ».

### Variantes

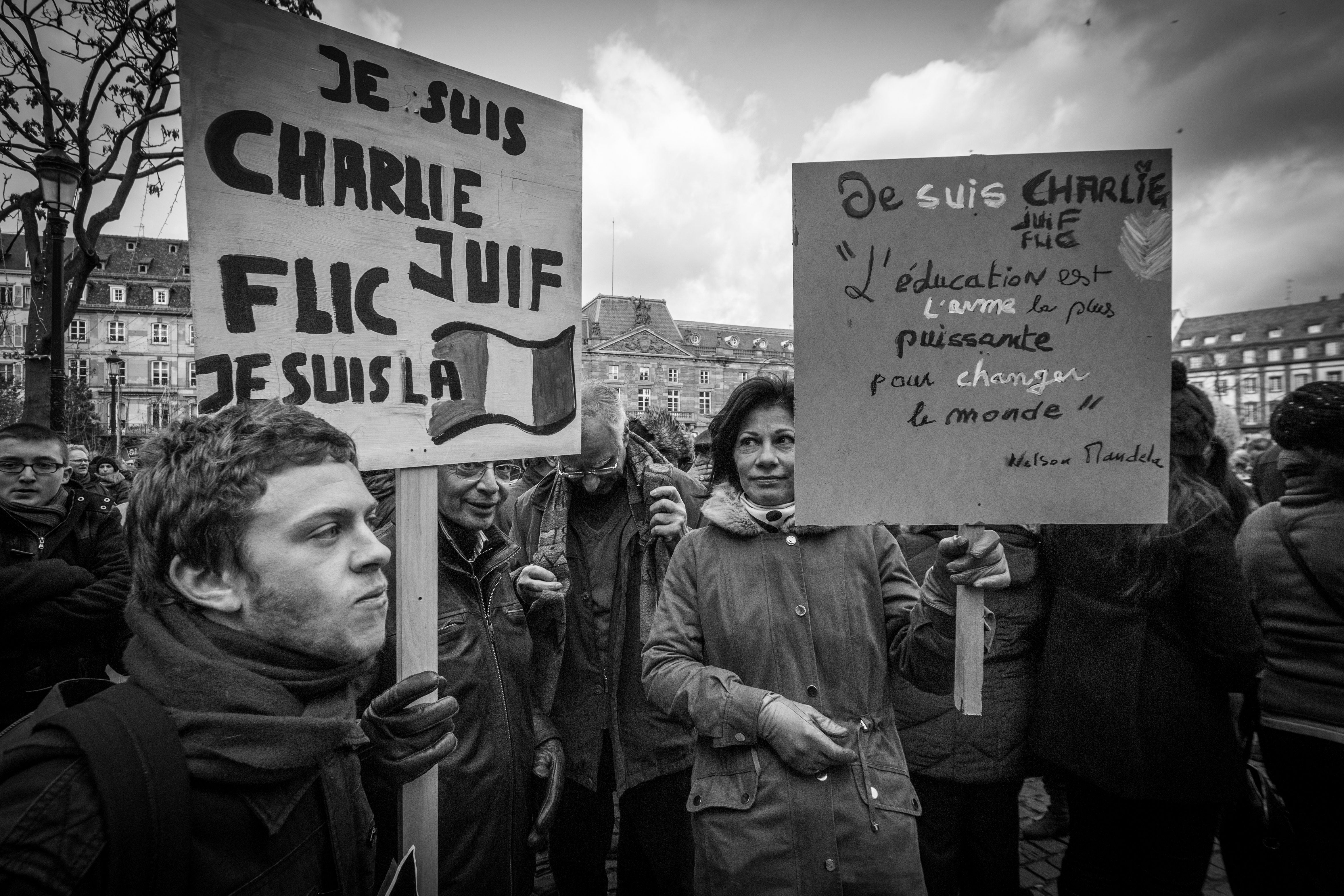
Variantes du slogan : « Je suis flic, je suis Juif… ».

La variante « Nous sommes tous Charlie » est utilisée par certains groupes, à l'image du groupe Société de journalistes français rassemblant les rédactions des principaux médias nationaux français et de Reporters sans frontières.
Les variantes « I am Charlie » qui est la traduction anglaise du slogan est également utilisée dans les pays anglophones, tout comme « Yo soy Charlie » dans les pays hispanophones et « Eu sou Charlie » au Brésil.
Des variantes « Je suis policier » et « Je suis juif » — voire « Je suis musulman » — apparaissent en références à la mort de policiers et de juifs pendant et après la fusillade de Charlie Hebdo.
Le hashtag « #jenesuispascharlie » et le slogan « Je ne suis pas Charlie », utilisés par des personnes qui désapprouvent tout ou partiellement le journal et « le rassemblement orchestré par les médias » mais qui condamnent l'attentat est également utilisé,. Certains reprochent au journal d'être blasphématoire,,.
Ce dernier hashtag est parfois récupéré par des mouvements et/ou des personnalités d'extrême droite (dont Jean-Marie Le Pen) ou identitaires, ou est associé aux hashtag « #bienfait » ou « #cheh » par des internautes approuvant l'attentat. Des condamnations à des peines de prison ferme pour « apologie du terrorisme » ont été prononcées à l'encontre d'internautes ayant utilisé ces hashtags. Jean-Marie Le Pen affirme également « Je suis Charlie Martel ».
En Iran, un journal ayant repris le slogan a été censuré,.
Dans les semaines qui suivent, le hashtag #JeSuisKouachi (du nom de Chérif et Saïd Kouachi) apparaît sur les réseaux sociaux et devient un des hashtags les plus populaires sur Twitter (trending topic). Initié par quelques personnes, retweetées par des programmes automatiques, le hashtag devient populaire (49 000 tweets au total) quand le Front national et l'extrême droite française s'en emparent.

## Réutilisations
- Après l'attaque d'un bus civil survenue le 13 janvier 2015 en Ukraine, causant la mort d'au moins douze personnes et plus d'une dizaine de blessés, une campagne de protestation est lancée par les internautes ukrainiens, avec le slogan « Je suis Volnovakha » (du nom de la localité proche du lieu de l'attaque)[60]. Le 18 janvier, des marches pour la paix ont lieu à travers le pays en hommage aux victimes, notamment à Kiev sur le Maïdan. Des manifestants reprennent le slogan sur des pancartes, rédigées en ukrainien et en français[61].
- À la suite de la condamnation du blogueur Raif Badawi à 1 000 coups de fouet et 10 ans de prison en Arabie saoudite, le slogan « Je suis Raif » est lancé à l'occasion d'une campagne de soutien internationale[62],[63].
- Également, après les fusillades de Copenhague de février 2015, apparaissent des « Je suis Danois » (« Jeg er Dansk » en danois) sur les réseaux sociaux et dans la rue.
- Après l'assassinat de Boris Nemtsov le 27 février 2015, des pancartes avec l'inscription « Je suis Nemtsov » ou « Je suis Boris » (« Я Борис » en russe) sont utilisées lors de la manifestation du 1er mars 2015 à Moscou[64].
- Après l'attentat terroriste dans le musée du Bardo à Tunis le 18 mars 2015, le slogan « Je suis Tunisien », « Je suis Tunis » et « Je suis Bardo » est repris dans le monde entier.
- Lors de manifestations, les adversaires au projet de loi sur le renseignement en France brandissent des pancartes « Je suis sur écoute »[65].
- Après les attentats du 13 novembre 2015 en Île-de-France, le slogan « Je suis Paris » est utilisé[66],[67],[68].
- « JeSuisChien »[69] a été utilisé après la mort du chien policier Diesel lors de l'opération policière du 18 novembre 2015 à Saint-Denis.
- En janvier 2016, les ouvriers de l'usine de robinetterie industrielle située à Ham dans la Somme, menacés de fermeture par la direction du groupe Pentair-Griss, brandissent des panneaux et des vignettes « Je suis Sapag », du nom de l'ancienne usine, avant son rachat[70].
- En janvier 2016, Lydia Guirous a utilisé le titre #Je suis Marianne pour son deuxième livre (éd. Grasset).
- En février 2016, le slogan « Je suis circonflexe » est utilisé en opposition à l'application des rectifications orthographiques de 1990[71],[72].
- En mars 2016, « Je suis Bruxelles » est utilisé après les attentats du 22 mars 2016 à Bruxelles[73]. John Kerry déclare également « Je suis Bruxellois » à la suite des attentats[74].
- En juin 2016, le slogan « Je suis Orlando » est utilisé en opposition à la fusillade du 12 juin 2016 à Orlando[75]. Joachim Roncin a réutilisé son slogan changé à « Je suis sick of this shit » (anglais : Je suis malade de cette merde)[76].
- En juillet 2020, « Je suis/Nous sommes Fourgal » est scandé par des habitants de Khabarovsk, dans l'Extrême-Orient russe, en soutien de leur gouverneur, Sergueï Fourgal, arrêté et escorté à Moscou pour soupçons d'avoir commandité plusieurs meurtres en 2004-2005[77],[78].
- En novembre 2020, « Je suis/Nous sommes Dziouba » sert de slogan aux défenseurs du footballeur russe, Artiom Dziouba, aux prises avec un scandale sexuel après la révélation par un maître-chanteur[79] d'une vidéo dans laquelle on le voit se masturber devant son téléphone portable[80].

Réutilisations
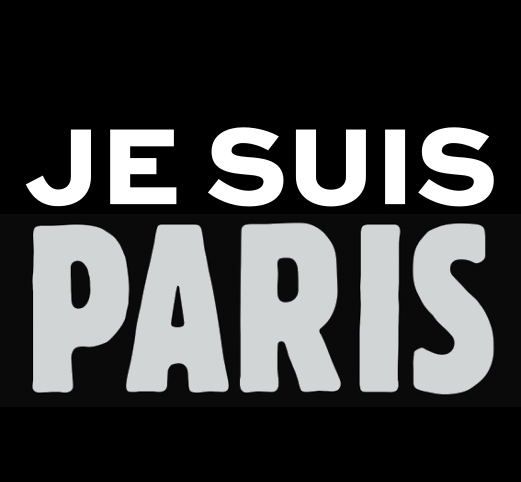
Je suis Paris, en novembre 2015.
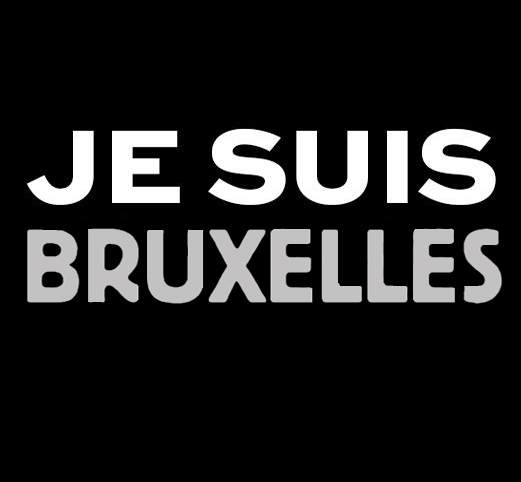
Je suis Bruxelles, en mars 2016.
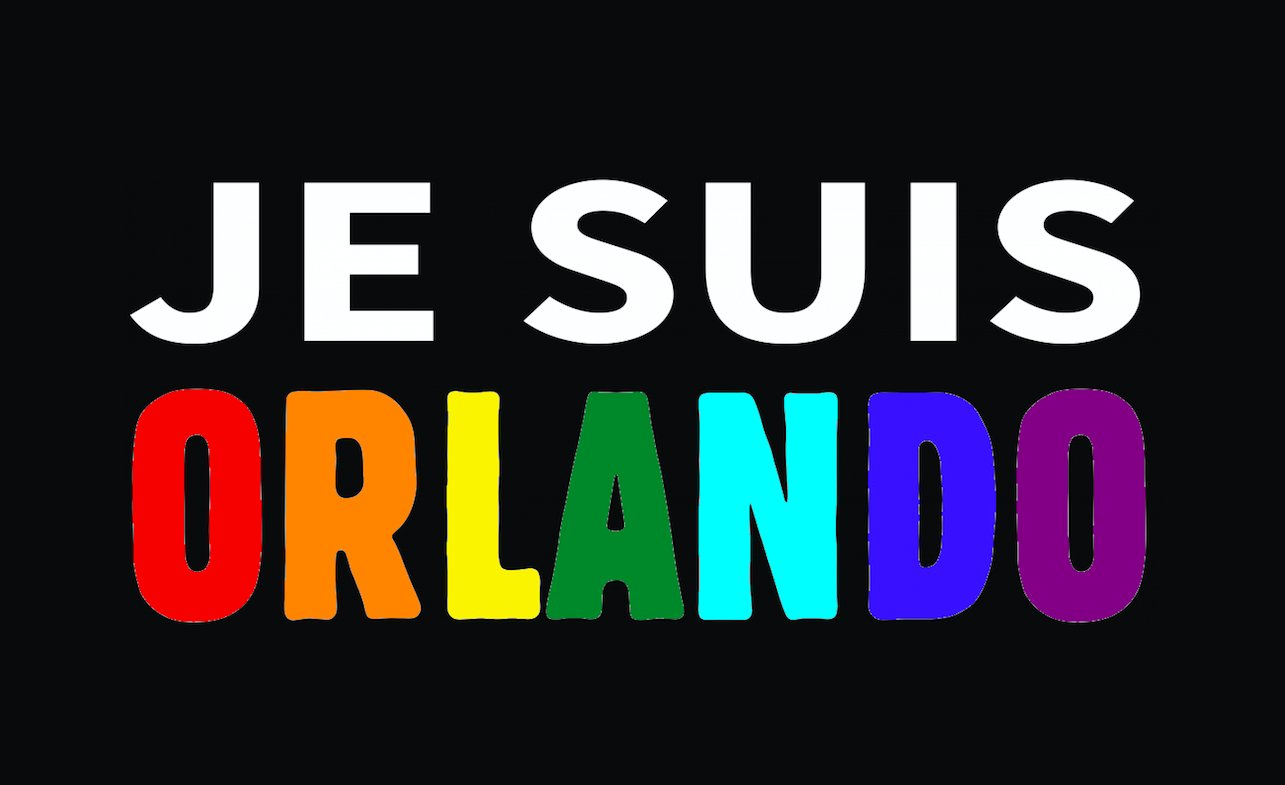
Je suis Orlando, en juin 2016.

## Toponyme
Le lendemain de l'attentat, Jean-Pierre Tallieu, maire de la ville de La Tremblade, dans la banlieue de Royan (Charente-Maritime), prend l'initiative de baptiser une place publique « Je suis Charlie » afin de perpétuer le souvenir des victimes. Une plaque provisoire est inaugurée le samedi 10 janvier, et doit être remplacée par une signalétique pérenne dans les semaines qui suivent, « une fois accomplies toutes les formalités administratives nécessaires pour enregistrer la nouvelle dénomination ».

## Manifestations des 10 et 11 janvier
De nombreuses manifestations ont lieu les 10 et 11 janvier 2015, dans lesquelles le slogan « Je suis Charlie » est massivement utilisé.
À Moscou, les activistes Mark Galperine et Vladimir Ionov, qui tenaient des piquets solitaires (permis par la loi russe) sur la place du Manège avec des pancartes « Je suis Charlie », ont été arrêtés par la police et condamnés à une amende de 20 000 roubles (environ 250 euros) pour Ionov et à un arrêt administratif de 38 jours pour Galperine.

## Postérité
Depuis les attentats de janvier 2015 à Paris, de nombreux intellectuels, écrivains, journalistes… sont revenus sur la formule emblématique qu'est Je suis Charlie pour l'étudier objectivement et lui donner une signification historique.

### «Je suis Charlie» et ses défenseurs
L'écrivain Frédérick Deguizan, dans son essai publié en septembre 2015 et intitulé Je suis Charlie, Je suis Paris 2015 : Des antidotes au chaos du monde ?, définit la formule Je suis Charlie, mais aussi son antagoniste, Je ne suis pas Charlie. Par ailleurs, il fait le lien entre la montée du terrorisme et du chaos dans le monde avec le réchauffement climatique et les effondrements des États.[réf. nécessaire]

### «Je suis Charlie» et ses détracteurs
Emmanuel Todd porte un regard critique sur la formule Je suis Charlie dans son essai Qui est Charlie ? Sociologie d'une crise religieuse. Qualifiant les manifestations du 11 janvier de « moment d’hystérie collective », Todd déclare que « blasphémer de matière répétitive, systématique sur Mahomet, personnage central de la religion d’un groupe faible et discriminé devrait être, quoi qu’en disent les tribunaux, qualifié d’incitation à la haine religieuse, ethnique et raciale. » mais selon l’historien Laurent Jeanpierre, il se fourvoie également en assimilant les manifestants à « des manifestants unanimement islamophobes ».
Une étude de l'Afev publiée en septembre 2015 montre que 30 % des collégiens des « quartiers populaires » ne se sentent pas « Charlie », 13 % se disant même « en colère contre les caricaturistes », Nicolas Cadène, rapporteur général de l'Observatoire de la laïcité précisant néanmoins que « Dire "Je ne suis pas Charlie" ne veut pas nécessairement dire que l'on approuve les terroristes ».
Présente dès les premiers jours après le 7 janvier, mais très minoritaire, la formulation « Je ne suis pas Charlie » ressurgit périodiquement. À la suite du large mouvement d'opinion suscité par la photo du petit Alan Kurdi (le garçon réfugié syrien retrouvé noyé sur une plage le 2 septembre 2015), Charlie Hebdo réalise des dessins satiriques d'humour noir sur le sujet qui choquent de nombreuses personnes. Un mouvement « Je ne suis pas Charlie » se développe à cette occasion. Dans une chronique sur la radio Europe 1, le philosophe Raphaël Enthoven s'insurge contre ce détournement en déclarant : « Dire Je ne suis pas Charlie, c'est combattre pour son propre esclavage comme s'il s'agissait de sa liberté ». Quelques personnalités expriment par ailleurs leur opposition au mouvement « Je suis Charlie ». C'est notamment le cas de Jean-Marie Le Pen, du prince Charles-Philippe d'Orléans et de Geneviève de Fontenay.
Trois ans après les faits, le journaliste de Libération et Charlie Hebdo Philippe Lançon, blessé lors de l'attentat, estime que « “Je suis Charlie” était un cri humaniste, d’effroi et de mélancolie. (…) On se levait pour un principe, pour la vie, pour un principe de vie », il déplore toutefois son instrumentalisation extérieure : « “Je suis Charlie” est devenu l’étiquette magique qu’on faisait valser au gré de ses intérêts, de ses combats et de ses préjugés ; en clair, une injonction qui visait à regrouper autant qu’à exclure, à regrouper en excluant ».

### Ouvrage collectif
Un ouvrage au format poche, intitulé Nous sommes Charlie et regroupant les écrits de 60 personnalités du monde littéraire et journalistique, textes ayant pour thématique la liberté d'expression est publié le 5 février suivant les attentats de Paris,,,,,.